# 沼舘沙輝哉
沼舘沙輝哉（ぬまだて さきや、1992年11月2日 - ）は、日本棋院東京本院所属の囲碁棋士。藤沢一就八段門下。神奈川県出身。

## 来歴
日本棋院の2009年冬季採用試験で、10勝5敗で2位となり、2010年4月1日付で入段（プロ入り）。同期に平田智也・藤沢里菜・鶴田和志など。
2010年度、第20期竜星戦で本戦進出。2011年度、第36期新人王戦でベスト8。第21期竜星戦で本戦進出。2015年度、第41期天元戦で本戦進出。第40期新人王戦でベスト4。2016年度、第42期碁聖戦で本戦進出。

## 昇段履歴
- 2010年4月1日 初段[1]（冬季棋士採用試験2位=10勝5敗）
- 2013年3月6日 二段[2]（勝星規定＝対象棋戦通算30勝）
- 2015年1月1日 三段[3]（賞金ランキング 二段）
- 2016年1月1日 四段[4]（賞金ランキング 三段2位）
- 2017年1月1日 五段[5]（賞金ランキング 四段1位）
- 2018年1月1日 六段[6]（賞金ランキング 五段2位）
- 2021年1月1日 七段[7] （賞金ランキング 六段1位）